# Phaius fragilis
Phaius fragilis är en orkidéart som beskrevs av Louis Otho Otto Williams. Phaius fragilis ingår i släktet Phaius och familjen orkidéer.
Artens utbredningsområde är Filippinerna. Inga underarter finns listade i Catalogue of Life.